# Margalida Orfila Pons
Margalida Orfila Pons, neix a Maó (Menorca) el 6 d'agost de 1957. És catedràtica d'arqueologia de l'època prehistòrica i antiga.
Professora d'arqueologia a la Universitat de Granada.
Treballa a les excavacions de Pol·lència de la ciutat d'Alcúdia des de 1979 i les excavacions de Campos des de 1997. A la mort del professor Antoni Arribas Palau l'any 2002, Orfila és designada directora de les excavacions de la ciutat romana de Pol·lència.
Orfila és membre acadèmica des del 14 de gener de l'any 2002 de la Real Academia de Bellas Artes de Nuestra Señora de las Angustias de la ciutat de Granada.

## Obra publicada
Al llarg de la seua carrera professional ha publicat més d'una trentena d'articles en revistes especialitzades com ara:
- Romula (La Vega de Granada y sus establecimientos rurales romanos: Nuevos datos sobre la zona residencial de la villa de Gabia. Purificación Marín Díaz, Margarita Orfila Pons. Romula,  1695-4076, Nº. 15, 2016, pàgs. 283-308).[4]
- Archeologia classica (The Tuscan temple of Pollentia (Mallorca, Balearic Islands). Bartomeu Vallori Márquez, Miguel Angel Cau Ontiveros, Margarita Orfila Pons. Archeologia classica,  0391-8165, Vol. 66, Nº. 5, 2015).[4]
- SPAL: Revista de prehistoria y arqueología de la Universidad de Sevilla (Boles helenísticos con relieves a molde en el santuario de Calescoves (Menorca). Elena Sánchez López, Margarita Orfila Pons. SPAL: Revista de prehistoria y arqueología de la Universidad de Sevilla,  1133-4525,  2255-3924, Nº 24, 2015, pàgs. 237-252)[4]
- Revista del Centro de Estudios Históricos de Granada y su Reino (Granada en época romana: los restos arqueológicos, una visión global. Margarita Orfila Pons. Revista del Centro de Estudios Históricos de Granada y su Reino,  0213-7461, Nº. 25, 2013, pàgs. 15-28)[4]
- Pyrenae: revista de prehistòria i antiguitat de la Mediterrània Occidental (La intervención de Q. Cecilio Metelo sobre las Baleares (123 a 121 a.C.): condiciones previas y sus consecuencias. Margarita Orfila Pons. Pyrenae: revista de prehistòria i antiguitat de la Mediterrània Occidental,  0079-8215,  2339-9171, Vol. 39, Nº. 2, 2008, pàgs. 7-45)[4]

També ha publicat llibres i ha contribuït en obres col·lectives com són:
- Aproximación al estado actual del conocimiento arqueológico del casco urbano de Granada. Mario Gutiérrez Rodríguez, Margarita Orfila Pons. El registro arqueológico y la Arqueología Medieval / coord. por Antonio Malpica Cuello, Guillermo García-Contreras Ruiz, 2016,  9788494531972, pàgs. 391-408. Castellà.[6]
- Sombras y luces. Margarita Orfila Pons. En torno a la Granada falsificada, 2012,  978-84-7807-073-2, pàgs. 5-16. Castellà.
- La vestimenta en época romana. Una visión desde la arqueología. Margarita Orfila Pons. Lengua e historia social: la importancia de la moda / coord. por José F. Lorenzo Rojas, Estela del Rocío Montoro Cano; María José Sánchez Rodríguez (aut.), 2009,  978-84-338-5065-2, pàgs. 11-32.[7]